# Rode ster (symbool)

De rode ster op de vlag van de Sovjet-Unie

Een rode, vijfpuntige ster met de punt omhoog is een traditioneel symbool van het communisme of het socialisme. Het staat ook wel voor de vijf vingers aan de arbeidershand.
De rode ster werd voor het eerst gebruikt door het Rode Leger ten tijde van de Russische Revolutie. Later verscheen ze op de vlag van de Sovjet-Unie (samen met de hamer en sikkel), en vervolgens op de emblemen van communistische staten en linkse bewegingen wereldwijd. Tijdens de Spaanse Burgeroorlog gebruikten troepen van de Internationale Brigades een rode ster met drie punten.

## Tegenwoordig gebruik
In Nederland wordt de rode ster al voor de Russische Revolutie gebruikt door de Groninger Studenten Roeivereniging Aegir (1878), hier heeft de ster dan ook geen communistische of socialistische betekenis. Ook wordt de rode ster gebruikt door onder meer de Internationale Socialisten, de CJB (jongerenorganisatie gelieerd aan de NCPN) en Offensief. De SP gebruikt een variant: een witte ster als pluim op een rode tomaat. SP-jongerenorganisatie ROOD voert sinds augustus 2006 een rode ster in haar logo. 
Verder wordt de rode ster onder andere gebruikt door de Zapatista's en de APPO. Ook de Servische voetbalclub Rode Ster Belgrado maakt gebruik van en is vernoemd naar de ster, net als de Franse voetbalclub Red Star Paris en het Belgische KV Red Star Waasland-Beveren. 
Bekende commerciële organisaties met een rode ster in het logo zijn bierproducent Heineken en oliebedrijf Texaco.
In Hongarije wil de overheid de rode ster verbieden als symbool, net zoals de swastika verboden is in veel Europese landen.